# Yungipicus
Yungipicus – rodzaj ptaków z podrodziny dzięciołów (Picinae) w obrębie rodziny dzięciołowatych (Picidae).

## Zasięg występowania
Rodzaj obejmuje gatunki występujące w Azji.

## Morfologia
Długość ciała 13–16 cm; masa ciała 13–32 g.

## Systematyka

### Etymologia
- Yungipicus: zbitka wyrazowa nazw rodzajów: Yunx[a] Linnaeus, 1766 (krętogłów) oraz Picus Linneaue, 1758 (dzięcioł)[5].
- Baeopipo: gr. βαιος baios „mały”; πιπω pipō „dzięcioł”[6]. Nazwa zastępcza dla Yungipicus Bonaparte, 1854 ze względu na puryzm.

### Podział systematyczny
Gatunki z tego rodzaju zostały wyodrębnione z Dendrocopos. Do rodzaju należą następujące gatunki:
- Yungipicus kizuki (Temminck, 1836) – dzięcioł brązowolicy
- Yungipicus temminckii (Malherbe, 1849) – dzięcioł smugowany
- Yungipicus moluccensis (J.F. Gmelin, 1788) – dzięcioł orientalny
- Yungipicus maculatus (Scopoli, 1786) – dzięcioł plamkowany
- Yungipicus nanus (Vigors, 1832) – dzięcioł brązowogłowy
- Yungipicus canicapillus (Blyth, 1845) – dzięcioł drobny